# F. J. Appelman
Frederik Johannes Appelman (* 18. Juli 1894 in Den Haag; † 20. März 1965 ebenda), häufig als F. J. Appelman bekannt, war ein niederländischer Forstbeamter, Zoodirektor und Naturschützer.

## Leben
Bereits als Kind interessierte sich Appelman für Vögel und trug eine Eiersammlung zusammen. Nach seinem Studium der tropischen Forstwirtschaft an der Universität Wageningen ging er 1919 nach Niederländisch-Ostindien, wo er zunächst als Förster, ab 1928 als Oberförster und ab 1940 als Forstwirtschaftsinspektor in der Inspektion Groote Oost tätig war. Nach der japanischen Invasion im Jahr 1941 kam Appelman als Kriegsgefangener in ein Internierungslager, nahm aber nach der Befreiung seinen alten Posten wieder ein. Im Jahr 1947 wurde er pensioniert und kehrte in die Niederlande zurück.
Während seiner Dienstzeit bei der Forstverwaltung war er auch auf dem Gebiet des Wildtiermanagements sehr aktiv. Als Leiter von Naturschutzgebieten und Staatsforsten entwarf er Systeme zur Zählung von Tieren und wendete sie in der Praxis an. Er veröffentlichte mehrere Artikel in De Tropische Natuur, Tectona und früheren Zeitungen aus Niederländisch-Ostindien, meist über große Wildtierarten, sowie verschiedene Beiträge in Der Zoologische Garten, Mededelingen der Nederlandsche Commissie voor Internationale Natuurbescherming und dem Avicultural Magazine. Von ihm stammt auch ein Entwurf zu einem Jagdgesetz in Niederländisch-Ostindien. Für seine Leistungen wurde Appelman zum Offizier des Ordens von Oranien-Nassau ernannt.
Im Diergaarde Blijdorp in Rotterdam bot ihm sein ehemaliger Kommilitone Frederik Sieuwertsz van Reesema (1891–1976), der 1947 von Koenraad Kuiper den Direktorenposten übernommen hatte, eine Stelle als wissenschaftlicher Mitarbeiter an. Appelman machte sich im Zoo bald unentbehrlich und wurde wenige Jahre später zum stellvertretenden Direktor und 1957 zum Direktor ernannt. Er vertrat die Ansicht, dass Zoologische Gärten eine immer wichtigere Rolle bei der Erhaltung großer wildlebender Säugetiere spielen sollten, die in ihrem ursprünglichen Lebensraum zunehmend vom Aussterben bedroht sind. Dazu gehörten Arten wie der Davidshirsch, das Wisent und das Przewalski-Pferd, bei dem er an der Erstellung des Internationalen Zuchtbuchs beteiligt war. Er widmete sich auch der Zucht der Hawaiigans und anderen Wasservögeln.
Während seiner Zeit in Rotterdam setzte er seine Arbeit für den internationalen Tierschutz fort und unternahm zwei Reisen nach Afrika. Er besuchte auch Nationalparks in den Vereinigten Staaten. Lange Zeit war er als Vorstandsmitglied der Nationalparks in Belgisch-Kongo aktiv. Er war Vorsitzender der niederländischen Kommission für internationalen Naturschutz, Vorstandsmitglied des Nationalparks De Hoge Veluwe in der Provinz Gelderland, Mitglied der Species Survival Commission der IUCN, Mitglied des Internationalen Rates für Vogelschutz, Mitglied des niederländischen Jagdrates und Ehrenmitglied der International Union of Directors of Zoological Gardens. 1962 war er Mitbegründer des niederländischen Zweigs des World Wildlife Fund. Einige Jahre hielt er Vorlesungen an der Landwirtschaftshochschule Wageningen zu Themen der Wildtierhaltung und der Jagd.
Unter dem Pseudonym Djatipit schrieb Appelman 1951 das Buch Memoires van een houtvester.